# كريبية لوجاوية
كريبية لوجاوية (الاسم العلمي:Craibia lujae) هي نوع غير مؤكد من النباتات يتبع جنس الكريبية من الفصيلة البقولية.